# تاتسومارو تاچیبانا
تاتسومارو تاچیبانا (انگلیسی: Tatsumaru Tachibana؛ زادهٔ ۲۱ آوریل ۱۹۹۱) صداپیشگی در ژاپن، و بازیگر اهل ژاپن است. وی از سال ۲۰۱۰ میلادی تاکنون مشغول فعالیت بوده‌است.